# Don’t Play That (песня King Von и 21 Savage)
«Don’t Play That» — песня американских рэперов King Von и 21 Savage, выпущенная 4 февраля 2022 года как второй сингл со второго студийного альбома What It Means To Be King. Трек спродюсирован Kid Hazel.

## Предыстория
King Von продемонстрировал песню 7 октября 2020 года. Изначально на треке было гостевое участие от Key Glock. 30 апреля 2021 года демо-версия «Don’t Play That» утекла в сеть.
Это первый посмертный сингл King Von и совместный трек с 21 Savage.

## Оценки
Вонго Окон из Uproxx сказал, что: «Трек служит ещё одним примером рэпа Von, который практически не оставляет места для веселья или игр». Он также похвалил куплет 21 Savage. Эрика Мария из HotNewHipHop написала о том, что: «Фанаты ждали [песню] ещё до убийства [King Von]».

## Чарты
| Чарт (2022)                           | Высшая позиция |
| ------------------------------------- | -------------- |
| Канада (Billboard Canadian Hot 100)   | 45             |
| Мир (Billboard Global 200)            | 59             |
| Новая Зеландия (RMNZ)                 | 14             |
| США (Billboard Hot 100)               | 40             |
| США (Billboard Hot R&B/Hip-Hop Songs) | 11             |

## Сертификации
| Регион                                                                      | Сертификация | Продажи |
| --------------------------------------------------------------------------- | ------------ | ------- |
| США (RIAA)                                                                  | Золотой      | 500 000 |
| Данные о продажах + прослушиваниях приведены только на основе сертификации. |              |         |